# Rythme bêta

Exemple de rythme bêta.

Le rythme bêta ou onde bêta ou activité bêta est un rythme cérébral que l'on peut mesurer par électroencéphalographie et quantifier par électroencéphalographie quantitative. Le rythme bêta se caractérise par une activité physiologique de grandes assemblées de neurones du cerveau humain dont la fréquence se situe entre 12,5 et 30 Hz (ou cycles par seconde). Les ondes bêta peuvent être divisées en :
- ondes bêta 1 (12.5-20 Hz) ;
- ondes bêta 2 (20-30 Hz) ;
- ondes bêta hautes encore appelées gamma (de 30-45 Hz jusqu'à 80Hz).

Les activités cérébrales du rythme bêta sont caractéristique des états d'éveil normal conscient qui peut être subdivisé en éveil calme ou éveil interne lorsque le sujet qui est les yeux fermés est en attention diffuse, et en éveil actif ou éveil externe lorsque le sujet qui est les yeux ouverts poursuit une tâche perceptuelle (vision, audition, toucher) ou mentale (arithmétique, cognitive, complexe),,.  

## Fonction
Les ondes bêta de faibles amplitudes présentant de multiples modifications de fréquences rapides qui sont souvent associées à un état de pensée actif, occupé, voire anxieux, avec une haute concentration,.
Au niveau du cortex moteur, le rythme bêta est associé aux contractions musculaires associées aux mouvements isotoniques et est arrêté avant et pendant un changement de mouvement. Des pics soudains d'activité bêta sont associés à un renforcement du feedback (retour) sensoriel lors du contrôle moteur statique et sont également réduits durant les changements de mouvement. Au contraire, l’activité bêta est renforcée lorsque le mouvement est refoulé ou volontairement supprimé. Enfin, l'induction artificielle d'onde bêta au niveau du cortex moteur, par diverses méthodes de stimulations magnétiques transcraniennes, provoque un ralentissement des mouvements moteurs, ce qui est cohérent avec son lien avec les contractions isotoniques.